# Внешняя пограничная мембрана
Внешняя пограничная мембрана (англ. external limiting membrane, ELM или outer limiting membrane) — один из десяти слоев сетчатки. Имеет большое значение для поддержания её структуры.
Образуется толстыми плоскими адгезионными контактами между фоторецепторами и внешними отростками клеток Мюллера. Под световым микроскопом имеет вид разграничивающей пластинки, через которую пробиваются палочки и колбочки. Внешний и внутренний сегменты фоторецепторов лежат снаружи от внешней пограничной мембраны (в фотосенсорном слое), а тело с ядром (перикарион) и аксон синаптическим окончанием лежат с внутренней стороны (перикарион в внешнем зернистом, а аксон с синаптическим окончанием — во внешнем сплетениевидном слое).